# Castillo de la Mora (Peralta de la Sal)
El castillo de la Mora o Castillo de Monmagastre es un castillo situado unos 2 kilómetros al sur de la localidad de Peralta de la Sal en el municipio oscense de Peralta de Calasanz, en la comarca de La Litera.

## Historia
De probable origen romano (Magnum Castrum o "Castillo grande"), fue posteriormente reutilizada por los musulmanes (Mamacasra) para la línea de defensas de Lérida ante el condado de Ribagorza, hasta que fue conquistado el 1083 por Ermengol IV de Urgel. El castillo, que fue cambiando de manos, fue núcleo del pueblo de Monmagastre, hasta que se despobló a finales de la Edad Media. En siglo XV pasó a manos de los Lanuza.

## Descripción
Actualmente, del castillo quedan restos de dos recintos amurallados. El inferior tiene restos del comienzo de dos torres y una cisterna bastante grande, cosa que hace pensar que la guarnición del castillo debía de ser importante. En el recinto superior hay un torreón del siglo XIV que es la parte mejor conservada del conjunto.